# 恋するハエ女
『恋するハエ女』（こいするハエおんな）は、NHK総合テレビジョン「よる★ドラ」枠にて2012年11月6日より12月18日まで6回シリーズで放送されたテレビドラマ。「よる★ドラ」シリーズでは初めて東京以外の地方局による制作で、NHK名古屋放送局が担当した。
本作品のみ連動データ放送が実施され、Twitterと放送が連動した展開もなされた。脚本は大島里美で、本作品の評価によって第1回市川森一脚本賞を受賞した。

## ストーリー
名古屋市近郊で小学校教員をする小守絵美は言いたいことが言えず、仕事もプライベートもなかなかうまく行かないアラサー女である。絵美はインターネットのSNSやTwitterでグチを匿名で書くことを楽しみに生きている。しかしとある日、ある謎の男から「お前はハエ女だ!!」とチャット上で暴言を吐かれてしまう。このことがきっかけで謎の男＝八重樫修治と知り合った絵美は、八重樫の助言に近い言葉により周囲を巻き込みながら成長していく。やがて絵美は八重樫に惹かれている事に気づき上京するが、彼は住んでいたマンションを引き払い自らの個人情報等を消していた。
絵美は八重樫の助言に近い言葉を思い返し、彼の本質を知るために内閣官房内閣情報調査室に出向きそこで八重樫修治の正体を知ることになる。八重樫が残した手紙から何故、絵美に対してあのような態度をとったのか真実が明らかになっていく。

## 出演

### 主要人物
小守 絵美〈29〉
演 - ミムラ（幼少期：中川綸）
名古屋市立赤塚北小学校3年B組担任。極めて内向的で繊細な性格。ネット依存症。インターネット上のそれぞれのSNSサイトで同じハンドルネームを使用していたことから、簡単にプロフィールを割り出され、八重樫に個人情報を奪われてしまう。しかし、彼の助言により性格が良い方向へと変わっていく。
野党議員が総理大臣の愛人スキャンダルをでっち上げようとした一件に巻き込まれ、公安にマークされていた。その公安が父親を尾行していることに気付き、様子を見ていたら父親の不倫現場を目撃してしまう。母親が主催する懇親会で父親が不倫していることを暴露し、実家を勘当される状態になる。
一方的に別れを告げられた高木から復縁を持ちかけられたが断り、ネット上で知り合った八重樫が気になって上京する（上京前後はまともな教師として働いていた）。姿を消した八重樫修治を探しに内閣官房内閣情報調査室に出向き、そこで八重樫修治の正体を知ることになる。彼が残した手紙から何故、絵美に対してあのような態度をとったのかを知る。それでも、ポルトガル風の町で彼に再会しこれからの人生を共に過ごそうとする。
八重樫 修治〈48〉
演 - 筧利夫
絵美が投稿しているチャットにポルトガル語で「このハエ野郎!」や「ハエ女」などと打ち込み、携帯電話の内容を傍受などをし、ストーカーのようにしつこく絵美を追い回している。その反面、彼女の駄目な性格を変えるために良い方向へと導くような助言をしている。
内閣官房内閣情報調査室に勤務していたが、突然上司に辞表を提出し、辞めてしまう。そのため、野党議員が総理大臣の愛人スキャンダルをでっち上げようとした一件に関与していると誤解されていた。小守が上京したときにはすでに住んでいたマンションを引き払っており、ブログ等の個人情報を消去していた。
彼が残した手紙から、本当はエリート官僚ではなく内閣官房内閣情報調査室の国内調査部でまじめに勤めていた。健康診断で異常が見つかりすい臓癌と診断される。父親も50歳を前に亡くなり以前婚約者に逃げられ家族もなく孤独だった。偶然絵美が投稿しているチャットを見て自分自身のこれまでの人生を重ねてポルトガル語で「このハエ野郎!」や「ハエ女」などと打ち込んだが無視されたことがきっかけで彼女と関わる事になる。彼女の勤務していた小学校に財産を寄付し、かねてからの憧れていたポルトガルに向かおうとしたが資金が足らずにポルトガル風の町に向かい、絵美に再会する。

### 赤塚北小学校
高木 誠也
演 - 川岡大次郎
絵美の同僚教師。絵美の婚約者でもあったが、急に彼女に別れを切り出す。有紗にプロポーズするがしばらくしてから彼女から別れを切り出される。
田端
演 - 木村庄之助
教務主任。
重田
演 - 大獄隆司
校長。特に大きな問題ではなかったが保護者会に押されて、児童に暴言を吐いたとされる小守に1カ月間の依願休職を命じる。
内村 恭子
演 - 青木さやか
PTA役員。モンスターペアレント。小守が担任する3年B組児童の保護者の一人。
内村 新太
演 - 島羽也人
3年B組児童。恭子の息子。
小林 翼
演 - 渡瀬雅斗
モンスターチルドレン。3年B組児童で、学級崩壊の中心人物。

### 内閣府
松尾 泰介
演 - 小須田康人
内閣官房内閣情報調査室主幹。八重樫の直属の上司。
津田 大悟
演 - 本田博太郎
松尾の上司。
石川 四郎
演 - みのすけ
警視庁公安部警部補。松尾の命令で絵美の行動を監視する。
真田 祐次
演 - 升毅
八重樫の元同僚で先輩。八重樫の海外の体験談はもともと彼が八重樫に語った話だった。
藤巻 芳郎
演 - イッセー尾形
内閣総理大臣。小守の母親が主催する懇親会にゲストとして呼ばれ、その席で同性愛者であることを告白する。

### その他
三田 有紗
演 - 泉里香
誠也の新しい彼女だったが突然別れを切り出す。
小守 哲郎
演 - 温水洋一
絵美の父親。大学教授。温和で穏やかな性格。以前から不倫を繰り返していた。
小守 果奈子〈60〉
演 - 小島範子
絵美の母親。尾久手市立尾久手小学校校長。小中学女性校長会会長。虚栄心が強く、自分の立場や世間体を気にしている。娘が婚約者と別れた上に職場も謹慎処分になっていることに腹を立て、絵美に怒鳴り散らして罵倒する。夫の不倫に気付いていたが黙認していた。
ピーターパン
演 - ブランドン・ベクマン
絵美が作り出した妄想に登場する。

### ゲスト

#### 第2話
吉田 純一
演 - 中村靖日
名城三河町役場勤務。八重樫が小守の恋人を作るために勝手に作成したSNSサイトに引っ掛かった1人目の男性。温厚な性格だが、絵美の八股を知ってキャンプデート中に逆上し、チェーンソーを片手に小守に向かって怒り叫ぶ。
堀川 孝文
演 - にへいたかひろ
IT企業経営者。絵美と栄フロンティアビル展望台でデートした2人目の男性。
根岸 祥太郎
演 - 須加尾由二
美術館デートした3人目の男性。
平松 広一
演 - 平原テツ
ボウリング場でデートした4人目の男性。無駄にテンションが高い性格に絵美は引いてしまう。
跡部 圭祐
演 - みっちー
埠頭でデートした5人目の男性。海を見つめてギターを弾きながら絵美を待っていた。
鈴木 正二
演 - 天田将行
居酒屋デートした6人目の男性。「手相を見る」という口実に絵美にセクハラし嫌われる。

#### 第4話
大曽根 竜次〈48〉
演 - 田中靖浩
公安に追われていた絵美を助ける警備員。実は野党議員が総理大臣の愛人スキャンダルをでっち上げる為に議員側に雇われていた。
ヒカル
演 - 佃典彦
藤巻総理の愛人。
マイたん
演 - 古川愛李（SKE48）
女子大学生。哲郎の不倫相手。

## 作品の評価
第1回市川森一脚本賞では、コメディ仕立ての中に社会風刺を織り込みながら、スタジオバラエティ風を盛り込むなどのオモチャ箱をひっくり返したような構成、破天荒な設定、テレビドラマの枠を超えようとするチャレンジ精神などが評価された。最終的に、6名に絞られた候補者の中から、「市川森一の名にふさわしい」、「挑戦」のキーワードに合致する受賞作品として同賞に選ばれた。

## スタッフ
- 原作：大島里美
- 音楽：市川淳
- 主題歌：SPYAIR「WENDY 〜It's You〜」（Sony Music Associated Records）
- 演出：福井充広、東山充裕
- VFX：釣木沢淳
- ファド指導：月本一史
- イラスト制作：ミヤザキケンスケ
- インターネット考証：長谷川元洋
- 制作統括：土屋勝裕
- 制作・著作：NHK名古屋

## サブタイトル
| 各回                                                      | 放送日         | サブタイトル               | 演出     |
| --------------------------------------------------------- | -------------- | -------------------------- | -------- |
| 第1回                                                     | 2012年11月06日 | 人生を、攻めろ!            | 福井充広 |
| 第2回                                                     | 2012年11月13日 | 八股をかけろ!              | 福井充広 |
| 第3回                                                     | 2012年11月20日 | フランス料理を一人で食え!  | 東山充裕 |
| 第4回                                                     | 2012年11月27日 | 総理の愛人になれ!          | 東山充裕 |
| 第5回                                                     | 2012年12月04日 | 俺に惚れるな!              | 福井充広 |
| 最終回                                                    | 2012年12月18日 | ミッション・インポルトガル | 福井充広 |
| 平均視聴率 4.1%（視聴率は関東地区・ビデオリサーチ社調べ） |                |                            |          |

## 関連商品
映像ソフト
恋するハエ女 ブルーレイ 全2枚セット
2013年6月19日発売。発行・NHKエンタープライズ、発売・バップ。
特典には「ミムラ in さらさらサラダ」（NHK名古屋放送局『情報フレッシュ便 さらさらサラダ』2012年11月14日放送分）を含む。
恋するハエ女 DVD 全2枚セット
上記と同内容のDVD版。

サウンドトラック
NHKよる☆ドラ「恋するハエ女」オリジナルサウンドトラック
2012年11月7日、MIRACLE BUSより発売。

ノベライズ
- 大島里美『恋するハエ女』ポプラ社〈ポプラ文庫〉、2012年12月4日発売、ISBN 978-4591131862

シナリオ本
『月刊ドラマ』2013年6月号（映人社） - 第1回市川森一脚本賞受賞特集として第1・4回の脚本を収録。